# Asz-Szarajina
Asz-Szarajina – miejscowość w Egipcie, w muhafazie Al-Minja, w dystrykcie Samalut. W 2006 roku liczyła 3435 mieszkańców.